# Bilma
Bilma [bilˈma] (auf tuareg-berberisch Bălma) ist eine Stadtgemeinde und der Hauptort des gleichnamigen Departements Bilma in Niger.

## Geographie

### Lage und Gliederung
Die Gemeinde Bilma liegt im Osten des Landes und grenzt an den Nachbarstaat Tschad. Die Nachbargemeinden sind Dirkou im Norden, N’Gourti im Süden und Fachi im Westen. Durch Bilma verläuft das Kaouar-Tal in der Wüste Ténéré.
Es gibt drei Siedlungen in der Gemeinde: den Hauptort Bilma sowie die Dörfer Aguer und Zobaba.

### Klima
Die synoptische Wetterstation im Hauptort liegt auf 355 m Höhe und wurde 1922 in Betrieb genommen.
|                       | Jan  | Feb  | Mär  | Apr  | Mai  | Jun  | Jul  | Aug  | Sep  | Okt  | Nov  | Dez  |   |      |
| Mittl. Tagesmax. (°C) | 26,7 | 29,5 | 34,2 | 39,1 | 42,2 | 43,5 | 42,4 | 41,0 | 40,8 | 37,9 | 33,0 | 28,3 | ⌀ | 36,6 |
| Mittl. Tagesmin. (°C) | 7,0  | 8,7  | 12,4 | 17,3 | 21,2 | 22,8 | 23,3 | 23,4 | 21,0 | 16,2 | 11,1 | 7,7  | ⌀ | 16   |
|                       |      |      |      |      |      |      |      |      |      |      |      |      |   |      |
| Niederschlag (mm)     | 0    | 0    | 0    | 0    | 0    | 2    | 3    | 9    | 1    | 0    | 0    | 0    | Σ | 15   |
|                       |      |      |      |      |      |      |      |      |      |      |      |      |   |      |
| Sonnenstunden (h/d)   | 9,5  | 9,9  | 9,5  | 10,4 | 10,6 | 10,6 | 9,8  | 9,9  | 10,1 | 10,2 | 9,9  | 9,5  | ⌀ | 10   |
|                       |      |      |      |      |      |      |      |      |      |      |      |      |   |      |
| Regentage (d)         | 0    | 0    | 0    | 0    | 0    | 0    | 0    | 1    | 0    | 0    | 0    | 0    | Σ | 1    |
|                       |      |      |      |      |      |      |      |      |      |      |      |      |   |      |
| Luftfeuchtigkeit (%)  | 31   | 23   | 18   | 15   | 18   | 19   | 26   | 39   | 26   | 22   | 27   | 29   | ⌀ | 24,5 |

| 7,0 |

| 8,7 |

| 12,4 |

| 17,3 |

| 21,2 |

| 22,8 |

| 23,3 |

| 23,4 |

| 21,0 |

| 16,2 |

| 11,1 |

| 7,7 |

| 7,0 |

| 8,7 |

| 12,4 |

| 17,3 |

| 21,2 |

| 22,8 |

| 23,3 |

| 23,4 |

| 21,0 |

| 16,2 |

| 11,1 |

| 7,7 |

## Geschichte

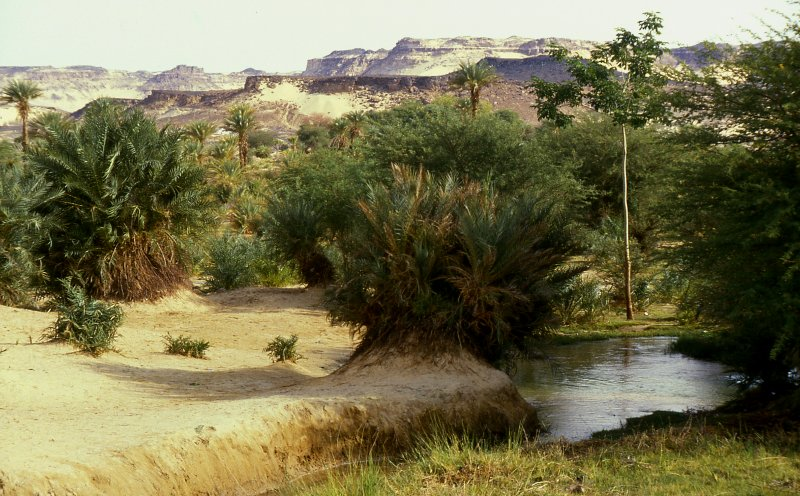
Oase Bilma

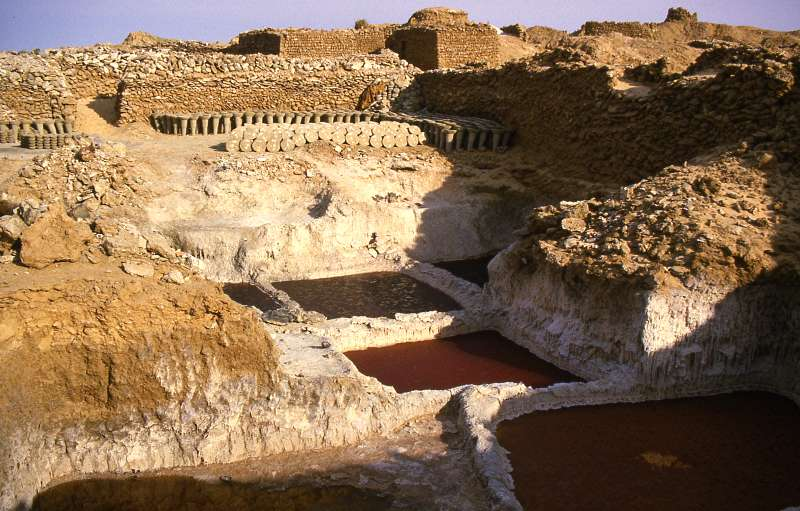
Sole-Verdunstungsbecken und Viehsalz-Kantus (hinten) in der Saline Kalala bei Bilma

Der Berg Silemi östlich des Hauptorts ist ein archäologischer Fundort der altsteinzeitlichen Acheuléen-Kultur.
Die britischen Afrikaforscher Hugh Clapperton, Dixon Denham und Walter Oudney erreichten die Oase, von Tripolis kommend, am 12. Januar 1823. Der deutsche Afrikaforscher Heinrich Barth hielt sich im Jahr 1855 hier auf und schilderte die Salzproduktion in Bilma. Der deutsche Afrikaforscher Gerhard Rohlfs besuchte die Oase im Jahr 1866 und beschrieb ebenfalls die Bedeutung der Salzwirtschaft für den Ort.
Im Jahr 1907 wurde im französischen Militärterritorium Niger ein Kreis Bilma geschaffen. Dessen Hauptort war jedoch nicht die Oase Bilma, sondern N’Guigmi am Tschadsee. Erst 1911 wurden im Zuge einer Verwaltungsreform, bei der das Militärterritorium in sechs Kreise eingeteilt wurde, sowohl N’Guigmi als auch Bilma zu Hauptorten von jeweils nach ihnen benannten Kreisen.
Bilma lag in der Totalitätszone der Sonnenfinsternis vom 29. März 2006. Im August 2006 war Bilma von einer Flutkatastrophe betroffen, die von den stärksten Regenfällen in der Stadt seit Beginn der Aufzeichnungen 1923 verursacht wurde. Mehr als 1194 Wohnungen wurden zerstört und 4369 Menschen obdachlos. Für die in behelfsmäßigen Unterkünften untergebrachten Menschen erschwerte sich die Lage in den darauffolgenden Monaten durch extreme Temperaturunterschiede.

## Bevölkerung
Bei der Volkszählung 2012 hatte die Stadtgemeinde 4409 Einwohner, die in 801 Haushalten lebten. Bei der Volkszählung 2001 betrug die Einwohnerzahl 4078 in 815 Haushalten.
Im Hauptort lebten bei der Volkszählung 2012 4016 Einwohner in 713 Haushalten, bei der Volkszählung 2001 3793 in 752 Haushalten und bei der Volkszählung 1988 2421 in 655 Haushalten. Bei der Volkszählung 1977 waren es 1720 Einwohner.
Die Bevölkerung gehört überwiegend den Volksgruppen Kanuri und Tubu an. Die in der Gemeinde verbreiteten Sprachen sind die Kanuri-Varietät Bilma-Kanuri, die Tubu-Sprache Tedaga sowie Libysch-Arabisch.

## Politik und Justiz
Der Gemeinderat (conseil municipal) hat 11 Mitglieder. Mit den Kommunalwahlen 2020 sind die Sitze im Gemeinderat wie folgt verteilt: 4 PNDS-Tarayya, 4 PSD-Bassira, 1 MNSD-Nassara, 1 MPR-Jamhuriya und 1 RDP-Jama’a.
Jeweils ein traditioneller Ortsvorsteher (chef traditionnel) steht an der Spitze der drei Dörfer in der Gemeinde.
Die Stadt ist der Sitz eines Tribunal d’Instance, eines der landesweit 30 Zivilgerichte, die unterhalb der zehn Zivilgerichte der ersten Instanz (Tribunal de Grande Instance) stehen. Die Haftanstalt Bilma hat eine Aufnahmekapazität von 50 Insassen.

## Wirtschaft und Infrastruktur

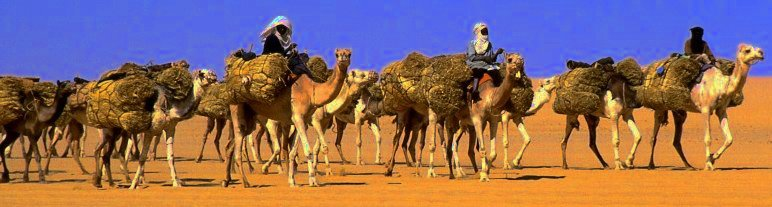
Salzkarawane auf dem Weg von Agadez nach Bilma

Die kleine Stadt lebt von Oasenwirtschaft, vorwiegend von Dattelpalmen, und der Salzherstellung, die seit dem 15. Jahrhundert hier betrieben wird. Die Salinen von Kalala befinden sich etwa drei Kilometer nordwestlich des Ortszentrums. Zwischen der Oase und den Salinen lagern oft zu Tausenden die Dromedare der Sahara-Salzkarawanen, die im Transsaharahandel von Bilma aus entlang der Bornustraße nach Süden verkehren. Die Bornustraße ist die Verbindung von Tripolis durch den Fessan und die Große Sandwüste von Bilma bis zum Tschad-See. Die heutige Hauptroute des Karawanenhandels verläuft allerdings schon seit langem in Ost-West-Richtung und führt nach Agadez und in das Aïr-Gebirge. Das staatliche Versorgungszentrum für landwirtschaftliche Betriebsmittel und Materialien (CAIMA) unterhält eine Verkaufsstelle in der Stadt.
Bilma ist Sitz eines Militärpostens. Auch Zoll- und Polizeidienststellen sowie eine Post sind vorhanden. Eine Infrastruktur für den Tourismus, zum Beispiel Hotels, existiert noch nicht. Nach dem Stand von 2003 stehen lediglich ein paar bescheidene Lebensmittelläden, eine Bar und ein Restaurant zur Verfügung.
Im Hauptort sind ein Distriktkrankenhaus und ein Gesundheitszentrum des Typs Centre de Santé Intégré (CSI) vorhanden. Allgemein bildende Schulen der Sekundarstufe sind der CEG FA Bilma als Collège d’Enseignement Général Franco-Arabe (CEG FA) mit Fokus auf die arabische zusätzlich zur französischen Sprache und der CES Kantana als Collège d’Enseignement Secondaire (CES). Der Collège d’Enseignement Technique de Bilma (CET Bilma) ist eine technische Fachschule. Das Berufsausbildungszentrum Centre de Formation aux Métiers de Bilma (CFM Bilma) bietet Lehrgänge in Land-, Forst- und Weidewirtschaft, Elektrik und Schneiderei an.
Der Hauptort ist eine Oase mit zahlreichen flachen kleineren Seen und dorthin führenden Bachläufen. Zahlreiche Fische tummeln sich in den Gewässern. Das war nicht immer so. Erst moderne Technik machte es möglich, denn man hat inzwischen mehrere Brunnen gebohrt, aus denen durch artesischen Druck Wasser sprudelt. Im Ort befinden sich einige Wasserzapfstellen, der überschüssige Rest fließt in die erwähnten Bäche und Teiche. Dies ist ein Phänomen im gesamten Kaouar-Tal: Salzwasser und Süßwasser drängen in geringen Abständen nach oben. Durch eine komplexe Bruchtektonik in diesem Teil der Ténéré-Wüste dringt Wasser aus großen Tiefen durch artesischen Druck in schrägliegende Gesteinsschichten. Dort, wo es salzhaltige Schichten aus der Kreidezeit durchströmt, gelangt es als Kochsalzlösung an die Oberfläche und dient nach starker Reduzierung durch Verdunstung der Salzherstellung. Ansonsten nutzen die Dattelpalmen das Grundwasser und benötigen deshalb keine zusätzliche Bewässerung.

## Persönlichkeiten
- Chékou Koré Lawel (* 1957), General
- Fadjimata Sidibé (* 1955), Pädagogin, Diplomatin und Politikerin